# Europese kampioenschappen zeilwagenrijden 1984
De Europese kampioenschappen zeilwagenrijden 1984 waren door de Internationale Vereniging voor Zeilwagensport (FISLY) georganiseerd kampioenschappen voor zeilwagenracers. De 22e editie van de Europese kampioenschappen vond plaats in het Duitse Sankt Peter-Ording. 

## Uitslagen
| klasse     | Goud                   | Zilver                      | Brons                |
| ---------- | ---------------------- | --------------------------- | -------------------- |
| Klasse 2   | Henri Demuysere        | Pascal Demuysere            | Pierre Nyssens       |
| Klasse 3 ♂ | Hans Werner Eickstädt  | Bertrand Lambert            | Jan Vercammen        |
| Klasse 3 ♀ | Goede Suster Wulf      | Kirsten Anton               | Sylvie Fajou         |
| Klasse 5 ♂ | Jean Philippe Krischer | Mark White                  | Christian Deffrennes |
| Klasse 5 ♀ | Christine Touati       | Véronique Ribaud de Gineste | Roswitha Jesse       |

1963 ·
1964 ·
1965 ·
1966 ·
1967 ·
1968 ·
1969 ·
1970 ·
1971 ·
1972 ·
1973 ·
1974 ·
1975 ·
1976 ·
1977 ·
1978 ·
1979 ·
1980 ·
1981 ·
1982 ·
1983 ·
1984 ·
1985 ·
1986 ·
1987 ·
1988 ·
1989 ·
1990 ·
1991 ·
1992 ·
1993 ·
1994 ·
1995 ·
1996 ·
1997 ·
1998 ·
1999 ·
2000 ·
2001 ·
2002 ·
2003 ·
2004 ·
2005 ·
2006 ·
2007 ·
2009 ·
2010 ·
2011 ·
2013 ·
2015 ·
2016 ·
2017 ·
2019 ·
2020 ·